# Centropus cupreicaudus
Il cucal codarame o cuculo fagiano coda di rame  (Centropus cupreicaudus Reichenow, 1896) è un uccello della famiglia Cuculidae.

## Distribuzione e habitat
Questo uccello vive nell'Africa centro-meridionale, più precisamente nella Repubblica Democratica del Congo, Angola, Namibia, Botswana, Zimbabwe, Zambia, Tanzania e Malawi.

## Tassonomia
Centropus cupreicaudus non ha sottospecie, è monotipico.